# 阿爾漢布拉 (密蘇里州)
阿爾漢布拉（英語：Alhambra）是位於美國密蘇里州斯托達德縣的非建制地區。

## 歷史
阿爾漢布拉的郵局於1902年設立，其後於1909年停運。

## 地理
阿爾漢布拉所處的海拔為高於海平面136米（即446英呎），而該地所採用的時區為UTC-6，即北美中部時區（CST）。同時該地設有夏令時間，為UTC-6調快一小時，即UTC-5（CDT）。